# Smíšená bojová umění

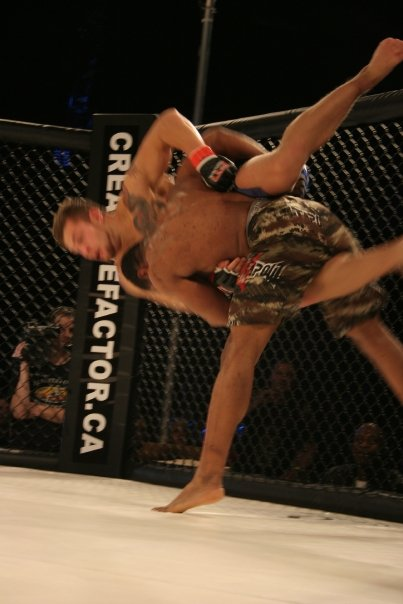

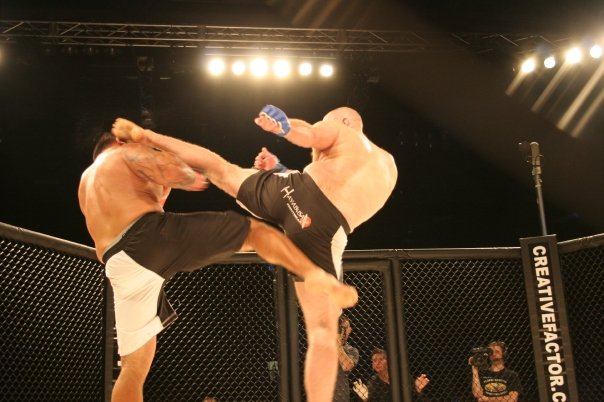

Smíšená bojová umění (anglicky mixed martial arts, zkráceně MMA, portugalsky artes marciais mistas, zkráceně AMM) je plnokontaktní bojový sport bez využití zbraní, umožňující údery i chvaty, boj ve stoje i na zemi, a spojující různé techniky jiných bojových sportů i bojových umění. Vznikl na konci 20. století ze soutěží, jejichž cílem bylo nalézt mezi různými bojovými uměními nejúčinnější způsob boje ve skutečných situacích neozbrojeného střetu.

## Počátky

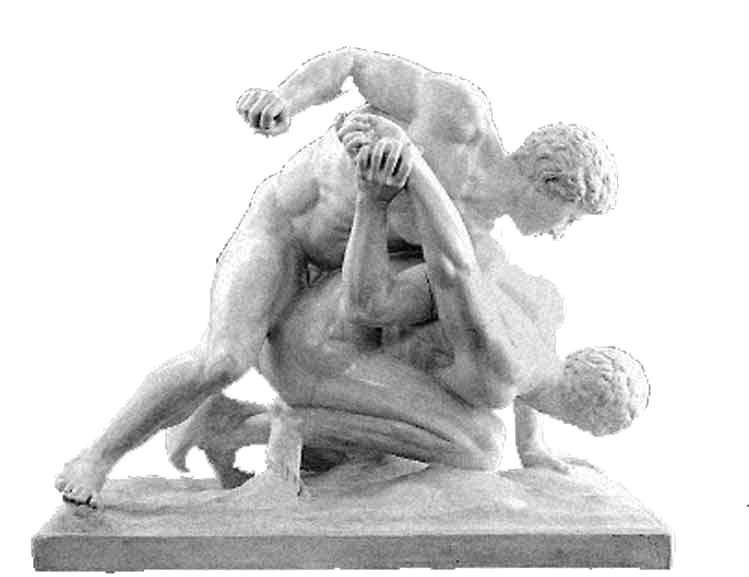
Řecký pankration

Smíšená bojová umění (či Vale-tudo, Free-Fight, Ultimate-Fighting apod.) jsou fenomén posledních dvou desetiletí, ovšem jeho počátky sahají až do 7. stol. př. n. l. kdy Řekové zavedli na Olympijských hrách Pankration, drsnou směs starověkého boxu a zápasu, ve které byly povolené všechny údery a zápasnické techniky, které by vedly k poražení soupeře. Zápasy trvaly často několik hodin a někdy končily i smrtí. Pankratisty využíval pro jejich legendární schopnosti např. Alexandr Veliký při svých taženích. Tento způsob boje přetrval v Řecku dodnes, ovšem s jasnými a bezpečnými pravidly chránícími oba bojovníky.

## Zrod moderní podoby smíšených bojových umění
Zrod moderních smíšených bojových umění je možno vystopovat v Brazílii, v první pol. 20. století, kdy Helio Gracie (rodina Gracie vytvořila Brazilské Jiu-jitsu) vyzýval k boji zástupce různých bojových stylů podle pravidel Vale tudo (portugalsky vše dovoleno) a v těchto bojích většinou vítězil a to i proti mnohem těžším bojovníkům. Učil BJJ i své syny, kteří poté vydali proslulou Gracieovskou výzvu (odměnu 100 000 dolarů tomu, kdo je dokáže porazit), čímž zajistili svému rodinnému stylu nehynoucí slávu a přitáhli k soutěžím ve Vale-Tudo množství diváků.
Bojovníky vždycky zajímalo, který styl boje je nejlepší v porovnání s jinými a tato zvědavost vyústila dne 12. listopadu 1993 v první amatérský šampionát UFC (Ultimate Fighting Championship) pořádaný ve Spojených státech. Proti sobě tu nastoupili zástupci různých stylů, jako savate, box, karate, jiu-jitsu, zápas apod. Šampionát (stejně jako několik následujících) vyhrál zástupce Brazilského Jiu-jitsu Royce Gracie, který ve finále porazil Gerarda Gordeaua (Savate) a to díky své technice boje na zemi, kterou ukázal ostatním stylům boje to, co jim chybí, a na kterou nebyly schopné odpovědět.

## Dnešní smíšená bojová umění
V dnešních smíšených bojových uměních jsou bojovníci připravovaní ve všech třech úrovních boje — boj v postoji, zápas a boj na zemi, protože v MMA nemá byť dobrý, ale jednodimenzionální bojovník šanci. Existuje několik elitních profesionálních soutěží jako je například americké UFC, Bellator a PFL, japonská organizace Rizin Fighting Federation, ruská M-1 Global a Absolute Championship Akhmat nebo asijská ONE FC. Vedle toho je bezpočet menších organizací. V České republice jsou největší organizace Oktagon MMA, IAF a GCF. Bojuje se povětšinou v oktagonu (osmiúhelník vyplněný pletivem, často označovaný jako klec) anebo v upraveném boxerském ringu. V profesionálních bojích se bojuje na omezený počet kol s přesně daným časovým limitem. Povinné chrániče tvoří pouze MMA rukavice, chránič zubů a suspenzor. Je několik způsobů, jak dosáhnout vítězství — knockout (K.O.), vzdáním soupeře (submission), zastavení rozhodčím – technické K.O. (T.K.O.), vážnější zranění, které znemožňuje pokračování v zápasu (injury) nebo výhra na body (unanimous decesion). I když se pravidla od každé profesionální soutěže mění, jsou skoro ve všech pravidlech zakázány údery do genitálií, píchání do očí, údery do temene hlavy nebo páky na malé klouby (prsty). Dále se MMA bojovníci například nesmějí držet pletiva nebo soupeřových trenek. Na dodržování pravidel dohlíží rozhodčí, který je přítomný v oktagonu po celý zápas. Zpoza oktagonu vše sledují bodoví rozhodčí, kteří v případě ukončení zápasu po uplynutí limitu, bodují jednotlivá kola, a tím rozhodnou zápas ve prospěch jednoho z bojovníků. Mezi nejznámější světové MMA bojovníky momentálně patří jména jako například Conor McGregor, Jon „Bones“ Jones, Ronda Rousey, Cain Velasquez, Anderson Silva, Alistair Overeem nebo Robbie Lawler. Dne 29. února 2012 vznikla Mezinárodní MMA federace (IMMAF).

## Druhy bojovníků
1. Striker — který se brání porazům (takedownům), rád bojuje v postoji a chce zápas ukončit K.O nebo TKO (technical knockout) . Mezi nejlepší patří např. Conor McGregor, Mark Hunt, Stephen Thompson nebo Darren Till.
2. Wrestler — který často používá porazy a snaží se soupeře dobít na zemi. Mezi nejlepší patří např. Tyron Woodley Cain Velasquez, Colby Covington, Demetrious Johnson nebo Henry Cejudo.
3. Groundfighter / Grappler / Jiu-Jitsu fighter — který boj přenáší na zem a tam si vynutí vzdání soupeře pomocí různých technik, nejčastěji pákou nebo škrcením. Mezi nejlepší patří např. Anderson Silva, Royce Gracie, Demian Maia, Brian Ortega nebo Khabib Nurmagomedov.

## Váhové kategorie
Bojují se v několika váhových kategoriích. Pro smíšená bojová umění jako v každém jiném bojovém sportu je nutné udržování si váhu do každé z kategorií. Každá kategorie má svého šampiona, následovaného zástupem vyzyvatelů (contenders), kteří mezi sebou bojují o možnost vyzvat právě šampiona na titulový zápas a v případě výhry se jím stát.
Jednotlivé mužské kategorie jsou:
1. muší váha (flyweight) – do 56,7 kg (125 lbs)
2. bantamová váha (bantamweight) – do 61,2 kg (135 lbs)
3. pérová váha (featherweight) – do 65,8 kg (145 lbs)
4. lehká váha (lightweight) – do 70,3 kg (155 lbs)
5. welterová váha (welterweight) – do 77,1 kg (170 lbs)
6. střední váha (middleweight) – do 83,9 kg (185 lbs)
7. polotěžká váha (light-heavyweight) – do 93 kg (205 lbs)
8. těžká váha (heavyweight) – do 120,2 kg (265 lbs)

Lze také bojovat ve smluvní váze, tzv. catchweight, kdy se oba soupeři domluví na požadované váze.
Ženské váhové kategorie jsou:
1. women strawweight – do 52,2 kg (115 lb)
2. muší váha (flyweight) – do 56,7 kg (125 lbs)
3. bantamová váha (women bantamweight) – do 61,2 kg (135 lbs)
4. featherweight (pérová váha) – do 65,8 kg (145 lbs)

## Oblečení a vybavení
MMA bojovníci standardně ve většině organizací nosí šortky nebo trenky. Někteří mají na sobě i kraťasy thaiboxerského typu. V některých menších organizacích jsou povoleny slipy nebo přiléhavá trička tzv. „rash guard“. Ženy navíc nosí sportovní podprsenku. Dále jsou povinné ochranné pomůcky jako suspenzor a chránič na zuby. Na boj se používají speciální bezprsté MMA rukavice, které umožňují lepší úchop soupeře. V některých organizacích jsou povolené i návleky na kotníky,

## Česká smíšená bojová umění
Známí čeští MMA bojovníci
- David "Undertaker" Dvořák – bojovník UFC v muší váze

- Karlos „Terminátor“ Vémola (London Shootfighters) – mistr tří organizací ve střední váze (GCF, MMAA, UCMMA), první Čech v UFC.
- Jiří „Denisa“ Procházka (Jetsaam Gym Brno) – bojovník polotěžké váhy, šampion Rizin Fighting Federation, šampion polotěžké váhy UFC.
- Lucie Pudilová (KBC Příbram) – první Češka v UFC.
- Patrik Kincl (All Sports Academy) – Šampion střední váhy organizace OKTAGON MMA.

## Bezpečnost
Ohledně bezpečnosti MMA panuje stále kontroverze. Přispívá k tomu i nedostatek sběru a přístupnosti údajů o zraněních.
V nynější době jsou otevřeny i tzv. „přípravky“ pro děti. Když se sport ( a to platí i pro MMA) dělá s rozumem a dbáme na rady trenéra, zranění jsou minimální.

### Četnost zranění
Dle poslední metaanalýzy dostupných údajů o zraněních v MMA je četnost výskytu 228.7 zranění na 1000 vystoupení atleta (jedno vystoupení atleta je definováno jako jeden atlet vystupující v jednom boji).

### Druhy zranění
Obecně jsou druhy zranění podobné zraněním v boxu, kickboxu, karate, taekwondu ale odlišné od ostatních bojových sportů jako je judo a šerm.

#### Neoficiální zápasy
Známá úmrtí při neoficiálních kláních MMA (tj. bez vypsaných pravidel a pauz) atletů které v oficiálním MMA nejsou:
- Alfredo Castro Herrera, 15 let, duben 1981, po knockoutu.[13]
- Douglas Dedge, 31 let, Američan, březen 1998, Kyjev, vážná zranění mozku.[14][15]
- Lee, 35 let, květen 2005, Samsong-dong (Korea), infarkt myokardu.[13]
- Mike Mittelmeier, 20 let, duben 2012, Bolívie, krvácení do mozku.[16][17]
- Dustin Jenson, 26 let, květen 2012, Rapid City (USA), podlebeční krvácení.[18][19][20]
- Felix Pablo Elochukwu, 35 let, Nigerijec, duben 2013, Port Huron (USA), hypoglykemický šok.[21]
- Ramin Zeynalov, 27 let, Ázerbájdžánec, březen 2015, krvácení do mozku.[22]
- Jameston Lee-Yaw, 47 let, z Trinidadu, duben 2015, Aberdeen (USA), selhání ledvin.[23]
- João Carvalho, 28 let, Portugalec, duben 2016, Dublin, úmrtí 2 dny po knockoutu.[24]

Ve většině případů nebyla na místě pořadateli zajištěna ošetřovatelská služba, popř. zápasy neměly striktní pravidla, např. týkající se povinných pauz atletů, nebo také byly povoleny zakázané údery a chování.